# Пфалцграфство Тюбинген
Пфалцграфството Тюбинген (на немски: Pfalzgrafschaft Tübingen) е пфалцграфство през Средновековието в Тюбинген.

## История
Пфалцграфовете на Тюбинген (Pfalzgrafen von Tübingen) са швабски благороднически род, произлизащ от графовете на Наголд от замък Хоеннаголд. Те получават просторна собственост и основават манастири. Разделянето на отделни странични линии, воденето на скъп дворцов живот и големите дарения на основаните от тях манастири води до икономически провал на фамилията. Най-дълго съществуват клоновете Тюбинген-Лихтенек (до 1664) и графовете на Монтфорт в Тетнанг (1779).
Първият споменат в документ е граф Анселм фон Наголдгау (ок. 966).
Тюбинген е споменат за пръв път в документ през 1078 г. във връзка с безуспешната обсада на замък „castrum Twingia“ от Хайнрих IV. Хуго III, граф на Тюбинген, трябва да се подчини следващата година на Хайнрих IV.

## Пфалцграфове на Тюбинген
Хуго V е наречен от 1146 г. Хуго I (* 1125; † 1152), пфалцграф на Тюбинген, вероятно за съдействието му към избрания през 1138 г. за крал Конрад III фон Хоенщауфен.
Малко преди 1146 г. Хуго I е издигнат за пфалцграф на Швабия. Той е женен за Eмма (Хемма) фон Цолерн († сл. 1152), дъщеря на граф Фридрих I (Цолерн) († пр. 1125). Той има двама сина – Фридрих е пфалцграф на Тюбинген (1152 – 1162), а другият му син пфалцграф Хуго II (*1115; † 1182, пфалцграф на Тюбинген 1153 – 1182) се жени през 1171 г. за дъщерята наследничка графиня Елизабет фон Брегенц (* 1152; † 1216) от род Монтфорт и Зигмаринген, дъщеря на граф Рудолф I фон Брегенц. Той наследява чрез това Брегенц и други земи. Хуго II има син Рудолф I (1160 – 1219), който е пфалцграф на Тюбинген през 1182 – 1219 г., основава през 1183 г. манастир Бебенхаузен и се жени през 1181 г. за Мехтилд графиня на Глайберг, наследничка на Гисен. Гисен е продаден през 1264 г. на ландграфовете на Хесен.
Отделните линии измират една след друга: Хорб до 1293 г., Асперг след 1357 г., Бьоблинген до 1377 г., Херенберг до 1667 г. Земите са продадени на Вюртемберг (Тюбинген 1342 г.) и подарени на манастир Бебенхаузен.
Лудвиг Уланд (* 1787, † 1862) пише стихотворението „Последният пфалцграф“ („Der letzte Pfalzgraf“) за пропадането на могъщата преди княжеска фамилия.